# Shōjō
Cet article concerne le folklore asiatique. Pour le type de bande dessinée, voir Shōjo.
 (octobre 2024).
La mise en forme du texte ne suit pas les recommandations de Wikipédia : il faut le « wikifier ».
Les points d'amélioration suivants sont les cas les plus fréquents. Le détail des points à revoir est peut-être précisé sur la page de discussion.
- Les titres sont pré-formatés par le logiciel. Ils ne sont ni en capitales, ni en gras.
- Le texte ne doit pas être écrit en capitales (les noms de famille non plus), ni en gras, ni en italique, ni en « petit »…
- Le gras n'est utilisé que pour surligner le titre de l'article dans l'introduction, une seule fois.
- L'italique est rarement utilisé : mots en langue étrangère, titres d'œuvres, noms de bateaux, etc.
- Les citations ne sont pas en italique mais en corps de texte normal. Elles sont entourées par des guillemets français : « et ».
- Les listes à puces sont à éviter, des paragraphes rédigés étant largement préférés. Les tableaux sont à réserver à la présentation de données structurées (résultats, etc.).
- Les appels de note de bas de page (petits chiffres en exposant, introduits par l'outil «  Source ») sont à placer entre la fin de phrase et le point final[comme ça].
- Les liens internes (vers d'autres articles de Wikipédia) sont à choisir avec parcimonie. Créez des liens vers des articles approfondissant le sujet. Les termes génériques sans rapport avec le sujet sont à éviter, ainsi que les répétitions de liens vers un même terme.
- Les liens externes sont à placer uniquement dans une section « Liens externes », à la fin de l'article. Ces liens sont à choisir avec parcimonie suivant les règles définies. Si un lien sert de source à l'article, son insertion dans le texte est à faire par les notes de bas de page.
- La présentation des références doit suivre les conventions bibliographiques. Il est recommandé d'utiliser les modèles {{Ouvrage}}, {{Chapitre}}, {{Article}}, {{Lien web}} et/ou {{Bibliographie}}. Le mode d'édition visuel peut mettre en forme automatiquement les références.
- Insérer une infobox (cadre d'informations à droite) n'est pas obligatoire pour parachever la mise en page.

Pour une aide détaillée, merci de consulter Aide:Wikification.
Si vous pensez que ces points ont été résolus, vous pouvez retirer ce bandeau et améliorer la mise en forme d'un autre article.
Œuvres principales
- Shōjō (pièce de théâtre Nō)
- White sake

Le shōjō (猩々、猩猩) originellement connu sous les appellations chinoises de xing-xing (猩猩) ou encore sheng-sheng (狌狌), est une créature simiesque présente dans la littérature chinoise importée au Japon, où il était décrit comme un yōkai, créature du folklore japonais, associé de la mer caractérisé par un visage et des cheveux rouges et un penchant pour l’alcool. L'imagerie et le nom de cette créature ont fortement inspirés le théâtre nô et le théâtre kabuki.

## Description
Le shōjō se définit d’abord comme une créature originaire d‘Asie du Sud-Est, dans des contrées bordant les pays limitrophes de la Chine. Son aspect générale humanoïde possède quelques traits simiesques. Sa fourrure ou ses longs cheveux peuvent varier du rouge au jaune selon les sources. Il s’agit d’un animal très prisé pour son sang écarlate utilisé dans la teinture des fourrures et des vêtements. Mais il s’agit surtout d’une bête extraordinaire doté de la capacité de comprendre et parler le langage humain et d’agir comme eux. Il se caractérise surtout par son attrait pour l’alcool. Lorsque cette créature a été transmise dans le folklore japonais, il fut, par l'intermédiaire des différentes adaptations au théâtre nō et au kabuki, associé à un yōkai à l'aspect humanoïde au visage et aux longs cheveux rouges, tout droit venu de l'océan, bon vivant, dansante et chantante, et grand buveur d'alcool, dont l'histoire se déroule dans la Chine ancienne.

## Origines

### Premières descriptions

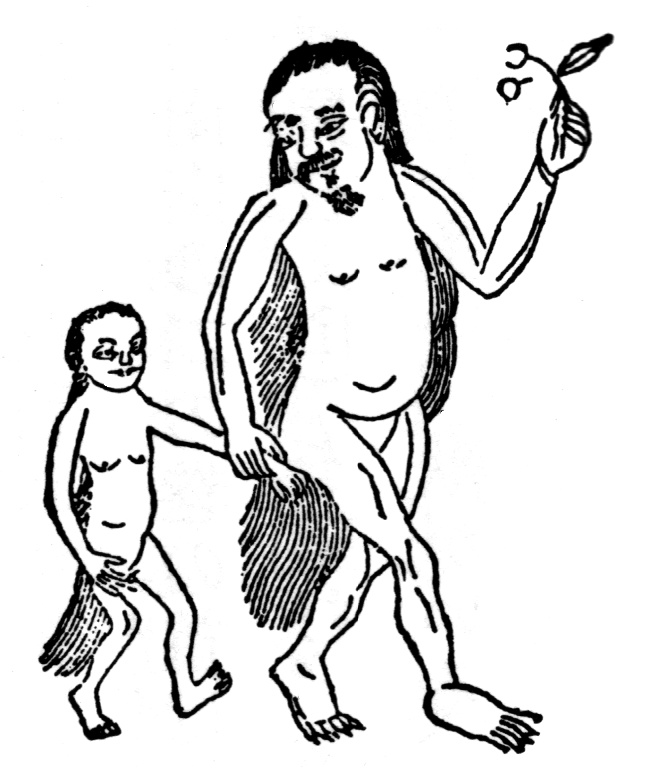
Illustration du sheng-sheng dans le shanhaijing, repris dans sansai zue sous le nom de xing-xing.

Pendant longtemps, cette créature simiesque a été considérée à tort comme un pure produit du folklore japonais, de par sa forte présence dans les arts du spectacle nippons et dans les superstitions indigènes,.
Mais il ne fait aucun doute que les représentations de cette créature soient dérivées du xing-xing présent dans la littérature chinoise depuis le Shanhaijing,.
Dans les livre dix et dix-huit du shanhaijing, ou classique des monts des mers, l’animal, d’abord désigné sous le nom de sheng-sheng (狌狌), est décrit comme ressemblant au yu (禺), un animal décrit comme un singe à longue queue et aux oreilles blanches. Le sheng-sheng y est décrit comme un animal au pelage bleu(ou vert selon les traductions du caractère chinois (青, qīng), ayant l’aspect qui le rapprocherait d’un porc avec un visage humain. Il se déplacerait avec une démarche accroupie, mais dont la vitesse de course, à la manière des humains, serait remarquable et tout à fait adaptée, pour mieux les attraper et les manger. Il habiterait également le mont Zhaoyao (招摇之山), le premier sommet de Queshan (鵲山),.
La description du sheng-sheng sera reprise par divers documents au cours des siècles qui suivront, plus particulièrement le Classique des rites publié au Ier siècle avant J.C, mentionnant la grande érudition de cet animal sur le passé, son incapacité à prédire l’avenir, mais surtout son attrait pour les boissons alcoolisées.
Ce même document, mentionne également la position du sheng-sheng, selon les règles du confucianisme en vigueur en Chine, le rangeant dans la catégorie des oiseaux et des bêtes, bien qu’il puisse parler le langage humain, selon les descriptions de l’époque.
Cette supposée capacité à comprendre le langage humain lui donne un positionnement qui sera partagé avec le bouddhisme, classifiant le sheng-sheng et les autres singes dans la même catégorie d’oiseaux que les paons et les perroquets, même s'ils n'ont rien en commun physiquement avec les autres espèces de volatiles.
Malgré quelque sources affirmant que cet animal ne pouvait comprendre et parler le langage humain, comme dans le Guangzhi de Guo Yigong, publié au IIIe siècle, les sources affirmant le contraire étaient bien plus répandues et persistantes dans le temps.
Le mot sheng-sheng (狌狌) servait également à décrire certaines populations humaines présentes en Asie du Sud-Est bordant la région du Yunnan, comme les Shan et les habitants du pays de Jiaozhi, correspondant respectivement à ce qui était anciennement la Thaïlande et le Viêt Nam.
Plus tard, la mention de cette créature refera une apparition dans les écrits de Ruan Qian (阮汧) de la période de la dynastie Tang dans lequel il est décrit comme une créature à mi-chemin entre le chien et le macaque rhésus, dont la fourrure serait d’une couleur jaune, comme le singe (yuan ; 猨), les oreilles blanches, comme celle du porc, et dont la voix serait comme celle d’un enfant, mais aboyant comme un chien.
Cette description sera reprise dans le bencao gangmu publié en 1596 sous la dynastie Ming, mais cette fois-ci sous le nom de xing-xing (猩猩) là où, jusqu’alors, seul le mot sheng-sheng était alors utilisé.

### Chasse et consommation

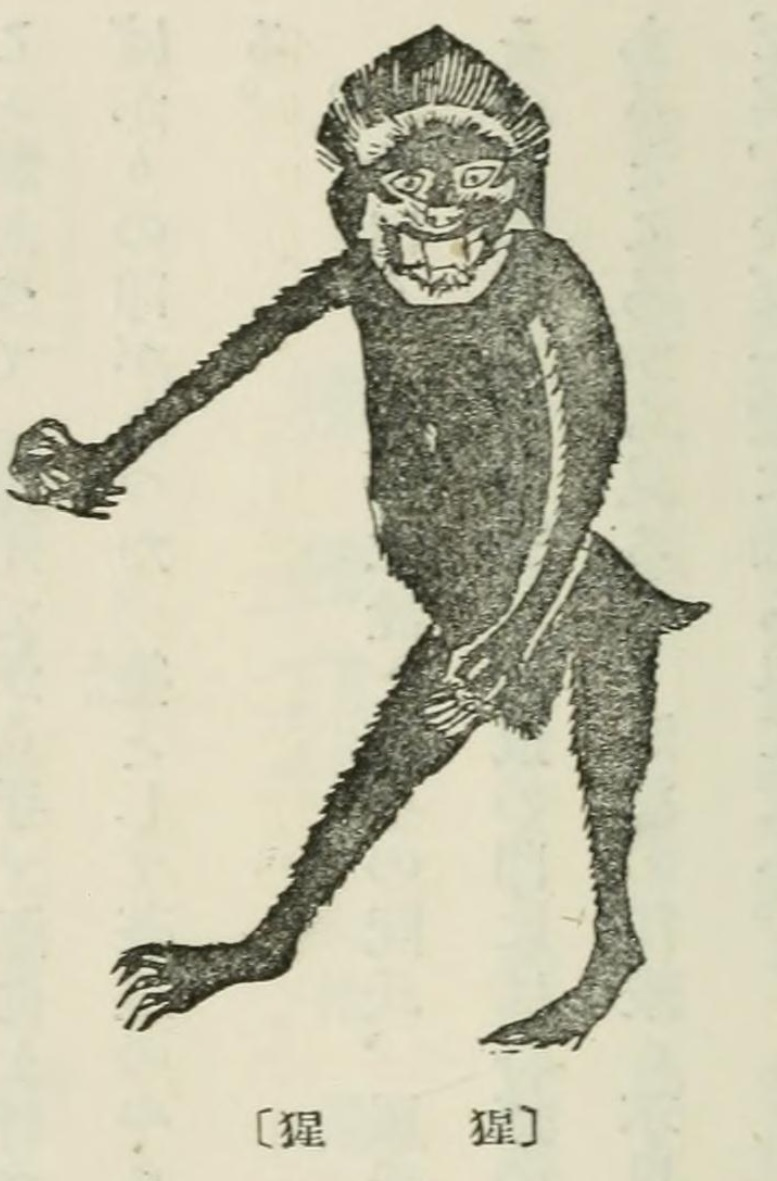
Illustration d’un xing-xing dans le Bencao Gangmu (1603).

Au delà des différentes description physiques de l’animal, les différents documents rapportent également que les différents peuples bordant la frontière des régions du Yunnan en Chine, plus particulièrement les habitants du pays de Jiaozhi, possédaient un stratagème efficace pour piéger la créature. Pour cela, il fallait disposer des bouteilles d’alcool et des sandales de pailles sur une route. Les animaux, vivant en groupe, observaient les curieux objets d'un air méfiant, commencèrent par s'en aller, puis tout compte fait, finirent par s'en retourner essayer la paire de sandales, mais surtout s'enivrer avec leur succulente trouvaille, les rendant de ce fait, bien plus faciles à capturer. Une fois attrapées, ils sont enfermés et engraissés pour être exploités pour leur viande et leur sang. Le bencao gangmu rapporte : "lorsque venait le temps de manger l’un d’entre eux, les malheureuses victimes, en pleurs, poussaient alors le plus gros du groupe de captifs vers l’avant de sorte à ce qu'il soit tué le premier",.
L’utilisation du sang du xing-xing comme colorant pour les vêtements et les cheveux est également très ancienne, et déjà utilisée dès le Ve siècle, tel qu’il était rapporté dans le Huayang Guozhi de la dynastie Jin de l'Est, où il est mentionné que le sheng-sheng était un produit spécial du royaume d'Ailao, ce qui confirme qu'il existe également dans le Yunnan.

Le Bencao Gangmu rapporte qu’il existe dans les contrées de l’ouest une technique pour teindre les draps avec du sang de xing-xing, dont la particularité était de ne pas noircir.
Ce sang utilisé comme teinture aurait été prélevé sans tuer le xing-xing, en le piquant avec une aiguille et en lui demandant combien de fois il pouvait le supporter. Tout cela jusqu'à ce qu'on obtienne environ 18 litres de sang.
Selon Ma Duanlin (mort en 1323), il y avait des sheng-sheng au Sichuan, et leur sang était utilisé comme matériau de teinture.
Cette particularité de l’animal sera même mentionnée jusque dans les écrits de voyageurs européens en Chine : dans son recueil Voyage en Orient, racontant son voyage dans l'Empire mongol Yuan, le moine franciscain Guillaume de Rubrouck raconte sa rencontre avec des « moines chinois » vêtus de rouge en 1254. Il a entendu dire que l'on enivrait un animal appelé « chinchin » avec de l'alcool, puis on prélevait trois ou quatre gouttes de sang de sa veine jugulaire pour le même usage.

## LeShōjōau Japon

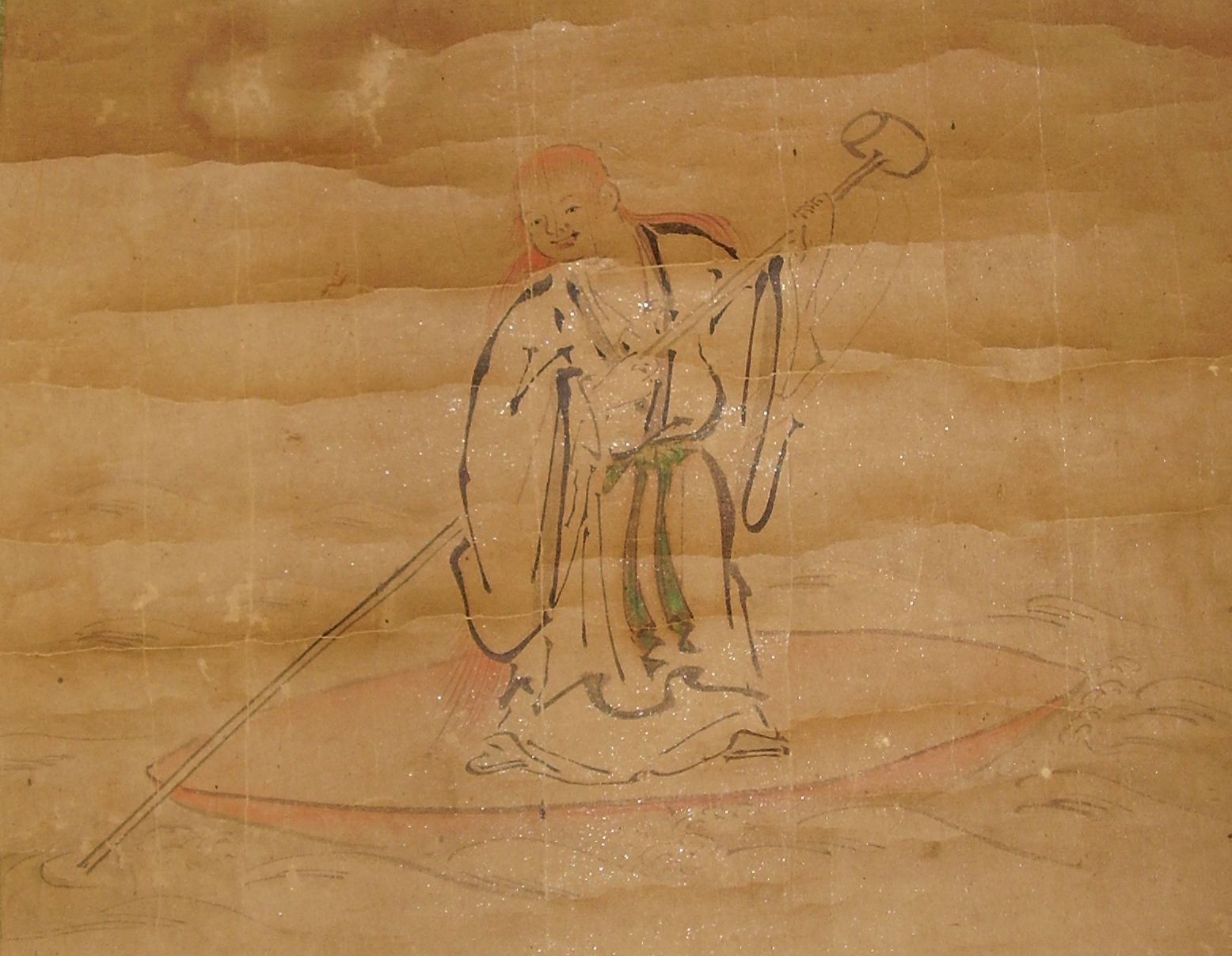
Illustration satirique d’un shōjō voguant sur une mer d’alcool grâce à une coupe de saké géant et une louche en guise de rame. Période Édo.

La figure du sheng-sheng aurait été transmise au Japon par l’intermédiaire du dictionnaire de sinogramme Wamyō ruijushō au cours de l’époque Heian. Mais ce n’est que bien plus tard, lors de la popularisation du théâtre Nõ, que le shōjō gagnera en popularité.

### Leshōjōdans le théâtrenõ

#### Trame narrative, le synopsis de la pièce
Il était une fois, près de la rivière Yangzi (connue sous le nom de Jiangxi dans la version chinoise),, à côté de la montagne d'or, un homme pieux nommé Kōfū (ou Waki). Un jour, il rêva d'une vision sacrée lui disant qu'il deviendrait riche s'il vendait de l’alcool sur le marché, et il décida de suivre cette directive.
La vente d’alcool prospéra, mais parmi les clients qui venaient chaque jour dans la boutique de Kōfū, il y avait un mystérieux personnage. Malgré sa consommation abondante, son visage ne rougissait pas, et il ne montrait aucun signe d'ivresse. Intrigué, Kōfū lui demanda son nom, et l'homme révéla qu'il était un shōjō, un yōkai vivant dans la mer.
Un soir de pleine lune, Kōfū attendit le shōjō au bord de la rivière Yangzi, avec un peu d’alcool. L'esprit apparut dans toute sa splendeur, le but, dansa avec extase (un type de danse appelé chū-no-mai ou "danse du shōjō"), puis complimenta la vertu de Kōfū et lui offrit un tonneau versent de l’alcool indéfiniment,.

#### La danse duShōjō
La danse du shōjō, également connue sous le nom de Shōjō no mai (猩々の舞), est une danse traditionnelle du théâtre nô. À l'origine, elle était jouée dans son intégralité, y compris la révélation de l'identité du shōjō dans la première partie (前場 ; zenba). Cette danse et jouée sous forme de hannō (半能, demi-nō), parfois exécutée dans le cadre de cérémonies tel que des mariages, ce qui fait qu'elle est était bien souvent très raccourcie.
Le shōjō, incarné par le  shite (acteur principal) performe généralement seul, mais il existe des variations telles que le sō no mai (双之舞 ; danse à deux) où le shite et le tsure (acteur secondaire) incarnent deux shōjō et dansent ensemble. D'autres variations incluent le wagō ainsi que le Wagō no mai (和合之舞 ; danse de l'harmonie) où deux shōjō dansent également en duo.
La chū-no-mai (中之舞 ; danse du milieu) est la forme de danse la plus courante dans la danse du shōjō. Mais, en pratique, elle est rarement jouée dans sa forme complète, sauf dans des cas spéciaux tels que lorsque le rôle du shite est interprété par un jeune acteur. La ran (乱) est une danse spéciale du shōjō qui se produit au milieu de la chū-no-mai. Elle est caractérisée par des mouvements spéciaux faite avec les pieds pour simuler le shōjō glissant sur l'eau. Dans la ran, le shōjō ne danse pas sur la pointe des pieds comme dans la plupart des autres danses nō. Dans les versions Oke (置壺) et Tsubo-dashi (壺出), le shite verse du saké depuis un vase sacré, appelé s tsubo, à l'aide d'une louche.

#### Description et signification des costumes utilisés

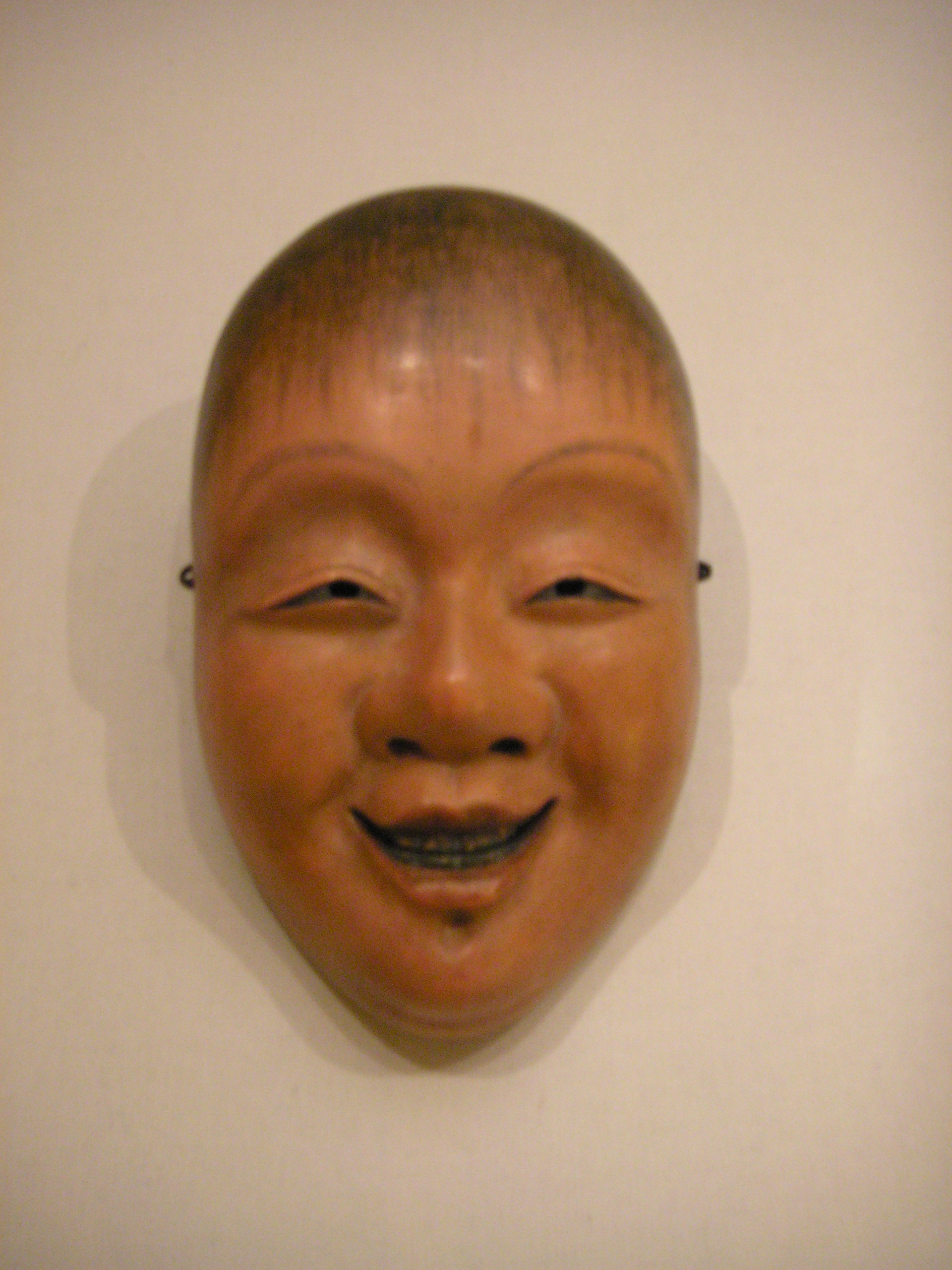
Un masque de shōjō.

Le costume du shōjō dans le théâtre nô est aussi important que son masque. Il se compose d'une perruque rouge vif (赤頭 ; akagashira), de vêtements en soie rouge (赤地の唐織, akaji no karaginu) avec une grande ouverture (大口 ; "ōkuchi") ou une ouverture partielle (半切 ; hansetsu), et de chaussettes rouges. Le masque spécifique du shōjō (猩々の面 ; "shōjō-men") se caractérise par un visage peint en rouge vif, avec un large sourire.

#### Variantes existantes
La pièce du shōjō, dans le théâtre nô, présente plusieurs variantes. La version classique, simplement intitulée "Shōjō", raconte l'histoire d'un homme nommé Kōfū qui vend du saké au marché et rencontre un shōjō qui lui offre un tonneau d’alcool inépuisable en guise de remerciement. Une variante appelée Shōjō Midare implique des chorégraphies ou des mises en scène alternatives pendant le troisième acte.
Certaines régions ont leurs propres adaptations locales de la pièce, comme le Kurokawa Noh dans la préfecture de Yamagata et le Sugisawa Himabayashi Kagura dans la région de Sugisawa, préfecture de Yamagata, ainsi que l' "Ōsuto Noh" dans la préfecture de Niigata. Certaines variantes existantes parlent de comment l’on extrait le sang du cou du shōjō pour teindre les vêtements.

#### Leshōjōdans les arts
En plus de son inclusion dans le théâtre nō, la figure du shōjō a été popularisé dans différents productions artistiques au cours de la période Édo, notamment.
La figurine de shōjō était parfois exposée aux côtés de poupées Daruma rouge, de gohei en papier rouge, etc., sur un autel dédié au Hōsō-gami (放送神) pendant la période d'Edo. Confectionnée à partir d’un papier mâché désigné localement sous le nom de hariko à la manière du Daruma, l'industrie de sa fabrication remonterai aux années 1700 voir plus tôt aux alentours de l’ère Genroku. Elle était considérée comme un objet porte-bonheur, placé sur le foyer, et était censée contracter la variole à la place de la famille.
Le shōjō a également été un sujet populaire pour les Nara ningyō, qui sont des poupées en bois sculpté et peintes de couleur rouge.

### Leshōjōdans le folklore japonais
Entre ses mentions en compagnie d’autres animaux légendaires et le fait qu’il soit présenté comme un « esprit », à la suite de son succès dans le monde du théâtre, la figure du shōjō a rapidement été décliné dans le folklore populaire.
Diverses images ont été attribuées à travers différents contes et arts, tantôt un animal sauvage ou un homme des pays étrangers, tantôt un yōkai, mais également une divinité, il aurait en outre été inclus parmi les Sept Divinités du Bonheur à la place de Jurōjin en tant que divinité de la longévité et de la prospérité.
Il apparaît dans les légendes et les contes de diverses régions telles que les préfectures de Miyagi, Iwate, Yamanashi, Toyama, Hyōgo, Wakayama, Tottori et Yamaguchi, dans lequel la créature, décrite comme pensante et distinguée dans la pièce de nō, est alors comparée à un genre de monstre. Dans le livre de géographie Urami Kanwa écrit au milieu de la période Edo, le fonctionnaire de Kōfu raconte l’histoire d’un chasseur rencontrant un shōjō au mont Nishijizō dans la préfecture de Yamanashi et lui tirant dessus avec son fusil. Comme d’autres gros singes du folklore, le shōjō peut se rencontrer dans les montagnes, mais reste avant tout décrit comme un être associé à la mer : dans les villes de Himi et Shinminato (actuellement Imizu) dans la préfecture de Toyama, la créature est décrite comme mesurant environ 1 mètre de haut, montant sur les bateaux pour s'asseoir à la proue. Dans certains récits, les shōjō peuvent embarquer en un groupe de six ou sept sur le bateau. Mais si les marins montrent des signes d’affolement et se mettent à faire du bruit, le shōjō commence à menacer les marins de faire renverser le bateau ou le renverses directement. À la fin de l’histoire, les marins se couchent et se tiennent tranquilles au fond du bateau.
Sur l'île de Yashiro (actuellement Suō-Ōshima) dans la préfecture de Yamaguchi, le shōjō est présenté comme un fantôme hantant les bateaux. Lorsque des marins naviguent sur l’océan, il arrive qu’ils entendent un appel en provenance du fond de l’eau leur demandant « Donnez-moi un tonneau ». Si un tonneau n'est pas jeté à l’eau, le shōjō apporte alors une malédiction sur le bateau et tout son équipage. Mais, si un tonneau est jeté, le bateau commence alors par se remplir d’eau, au point de le faire couler.
Il s'agit en fait d'un piège sans issue, dans les deux cas, soit les marins sont maudis, soit ils sont noyés. Pour lutter contre ce désastre, les marins ont alors eu l’idée de percer le tonneau qu’ils jetteront dans l’éventualité où ils seraient interpellés par la créature et pour se tirer d'affaire.
Un groupe de shōjō en tant qu'esprits de mer amoureux du saké est présenté dans un conte populaire japonais intitulé White saké publié par Richard Gordon Smith (1908). Il se produit dans une anthologie que le folkloriste A. R. Wright a fidèlement enregistré des histoires substantiellement telles qu'elles étaient racontées par les sources orales, qu'il s'agisse « de pêcheurs, de paysans, de prêtres ou d'autres professions, ».
Un homme gravement malade avait un désir de boire de l’alcool avant de mourir. Son fils s’en est allé chercher près du mont Fuji et au détour d’une plage, a vu un groupe de shōjō qui s’amusaient et buvaient ensemble. L’homme vint à leur rencontre puis raconta sa situation, et l’un des shōjō, après avoir attentivement écouté son plaidoyer avec pitié, lui fit cadeau d’un peu d’alcool.
Voyant que son père commençait à se rétablir petit à petit depuis qu’il eut reçu ce mystérieux breuvage, l’homme se décida de revenir voir le groupe de shōjō sur la plage les cinq jours qui suivirent.
Cependant, son voisin, un homme avide, ayant également constaté les bienfaits de cet alcool sur le père, décida de s’en procurer en allant lui en prendre un peu pour lui. Cependant, après en avoir ingéré, il tomba malade. Sous l’incompréhension, le voisin força l’homme de le mener vers le groupe de shōjō pour leur demander des comptes et peut être obtenir le fameux alcool miracle. Lorsqu’il raconta sa situation au shōjō, ce dernier lui expliqua que comme son cœur était souillé par l’avidité, l’alcool sacré ne pouvait faire d'avantages que de restaurer la vie. Le voisin, confus, se repentit alors, et le shōjō lui donna alors des médicaments pour le guérir. Le père guérit et le voisin repenti s’en allèrent alors brasser du saké blanc ensemble.

### Leshōjōet l'orang-outan

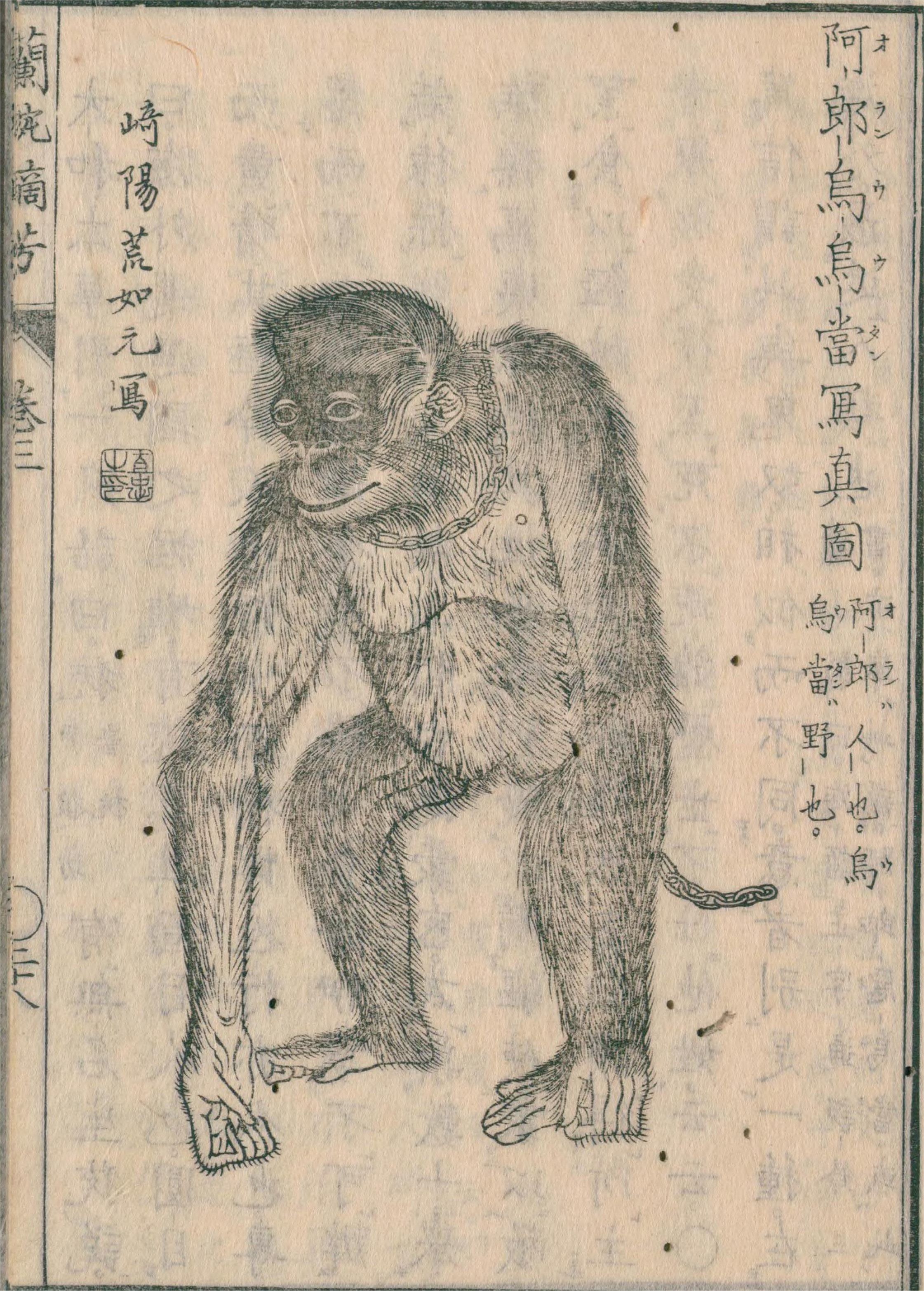
Illustration d’un Orang-outan exhibé à Nagasaki en 1792 par Nyomoto Araki

Le shōjō est mentionné dans l’édition de 1712 du wakan sansai zue par Terajima Ryōan, avec une illustration ainsi qu’une légende accompagnée de la prononciation chinoise rendue en katakana (suin suin ; スインスイン), indiquant également le nom japonais de l’animal avec les caractères 象掌. L'entrée reprend trait pour trait la plupart des éléments déjà mentionnés dans les sources chinoises, et plus particulièrement du Bencao Gangmu, comme sa méthode de capture par les peuples du pays de Jiaozhi,, mais surtout sa description physique où l’animal conserve sa fourrure de couleur jaune, bien loin de la figure de couleur rouge popularisée au Japon depuis l’ère Heian, une chose que l'auteur ne manquera pas de faire remarquer, supposant un certain décalage suspect entre la créature décrite dans les encyclopédies chinoises et la forme qu'elle prend au Japon dans le théâtre nō. 
Au cours de la période d'Edo, mais plus particulièrement vers la fin, des orangs-outans avaient déjà été exportés et exhibé au Japon. Le recueil « Kōshi Yawa » de Shizuyama Matsuura, publié en 1792, présente des croquis de spécimens offerts au cours de la même année, décrit ces créatures comme appréciant à la fois l'alcool et les bains. Une description qui les rapproche des shōjō,, mais le nom de la créature folklorique n’y figure cependant pas. Cela était dû au fait, que l'animal était déjà désigné sous la dénomination actuelle. 
Au cours de la période Meiji, l'ouverture des frontières permettra une exportation d'animaux sauvages plus aisée vers le Japon. Des orangs-outans seront exibés sous forme de phénomène de foire et dans le zoo de Ueno en 1897, volontairement désigné sous le terme de shōjō pour attiser la curiosité des visiteurs. Ce qui créera une véritable shōjō-mania, engendrant la créations de nombreux produits dérivés à l'effigie de l'orang-outan et une repopularisation du shōjō dans le spectacle vivant et les ouvrages illustrés. Une des traductions de la nouvelle d'Edgar Allan Poe, Double Assassinat dans la rue Morgue, utilisera le terme de Shōjō pour donner une dimension plus surnaturelle et horrifique au récit. Mais les réactions à cette volonté de désigner le primate avec le nom de la créature mythique du théâtre nō donnera surtout l'impression à de nombreux visiteurs d'avoir été trompés pendant des siècles, mais surtout sera vue comme une tentative d'escroquerie de la part des organisateurs de ces exhibitions, ce qui entraînera une certaine réticence à utiliser le terme shōjō pour désigner l'orang-outan jusqu'à aujourd'hui .

## Culture populaire et contemporaine

### Utilisation contemporaine

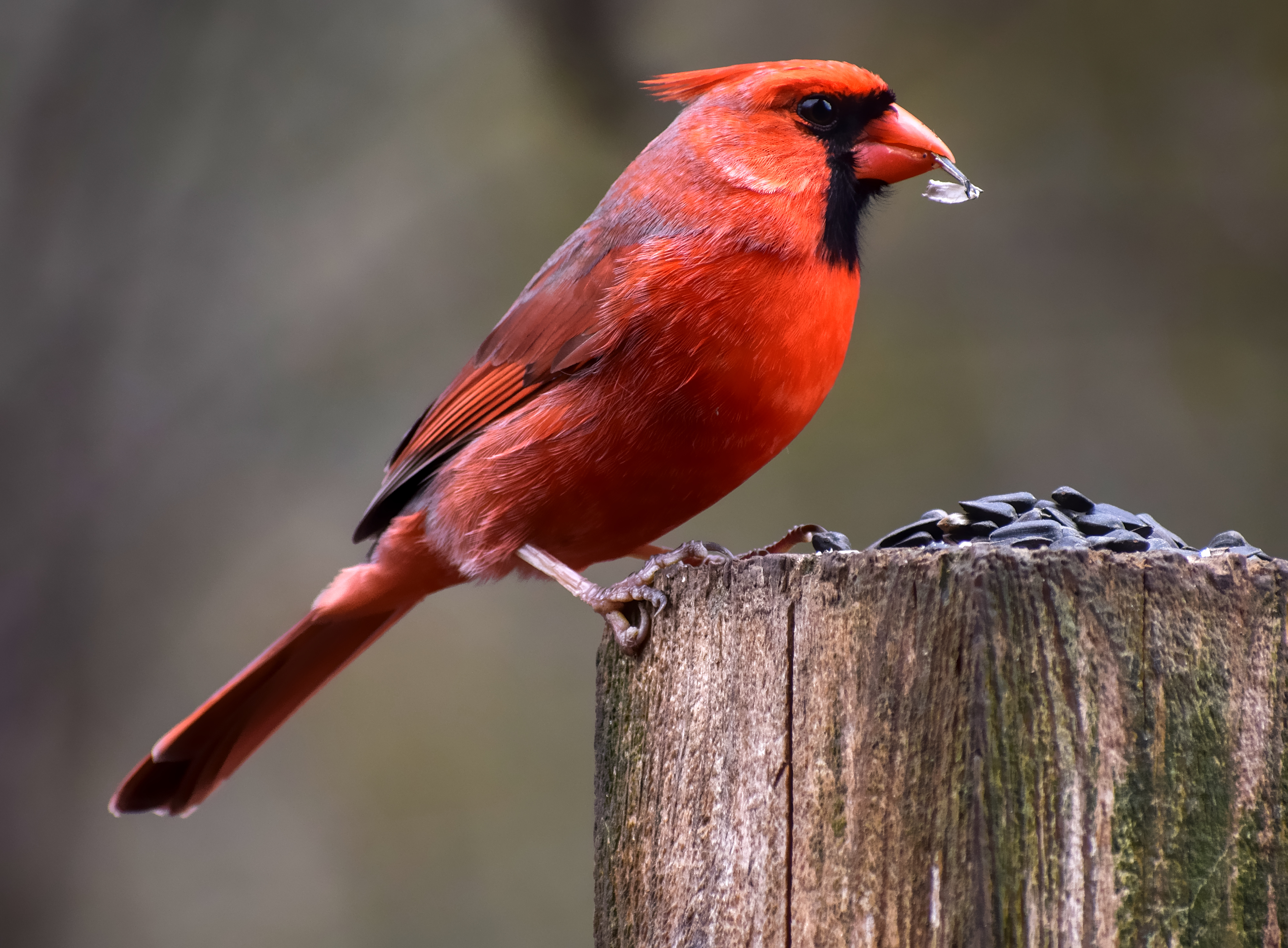
La couleur rouge vif du cardinal rouge mâle (Cardinalis cardinalis), lui à valu son nom de Shōjō-kōkanchō.

Selon de nombreux sinologues, il ne fait aucun doute que la fameuse créature soit une espèce d’orang-outan, importée des îles indonésiennes plus au sud. La couleur rousse du pelage qui recouvrait l’animal évoque la couleur jaune décrite dans le shanhaijing ou encore la couleur rouge caractéristique du yōkai dans le folklore japonais.
Aujourd’hui, les termes xing-xing (猩猩) en chinois et tinh tinh en vietnamien sont utilisés pour désigner des animaux faisant partie de la famille des hominoïdes, des grands singes comme les chimpanzé, les gorilles ou encore les orangs-outans.
Mais ce n’est plus vraiment le cas en japonais, où le nom des grands singes reprend les dénominations occidentales. Si le terme shōjō peut à de rares occasions, se retrouver comme une autre dénomination pour désigner l'orang-outan, il est surtout relégué à un tout autre usage, associé aux domaines de la boisson, désignant alors quelqu’un ayant un certain attrait pour l’alcool, et plus particulièrement ceux dont le visage rougit lorsqu’ils deviennent ivres. Mais surtout dans le domaine des couleurs et des arts : la couleur shōjō désigne alors une teinte d’un rouge vif, presque orangé. Le code couleur hexadécimal correspondant est #D3381C.
En botanique et en zoologie, le terme shōjō est un adjectif pour marquer la couleur rouge d’un animal.

#### Végétaux
- Shōjōka（猩猩花） Abutilon strié (Abutilon pictum)
- Shōjōsō（猩猩草） Euphorbia cyathophora
- Shōjōtonbo（猩猩蜻蛉）Crocothemis servilia mariannae
- Shōjōbakama（猩猩袴）Heloniopsis orientalis
- Shōjōboku（猩猩木） Warszewiczia coccinea

#### Animaux
- Shōjōkoorogi（猩猩蟋蟀) Cymbiola rutila
- Shōjōgani（猩猩蟹) Ranina ranina
- ShōjōKōkanchō（猩猩紅冠鳥） Cardinal rouge (Cardinalis cardinalis)
- Shōjōsagi（猩猩鷺）Héron garde-bœufs (Bubulcus ibis)
- Shōjōtori（猩猩朱鷺）L'ibis rouge (Eudocimus ruber)
- Shōjōhiwa（猩猩鶸) Chardonneret rouge (Spinus cucullatus)
- Shōjōbae（猩猩蝿）Drosophiles (Drosophilidae)

### Festival dushōjō

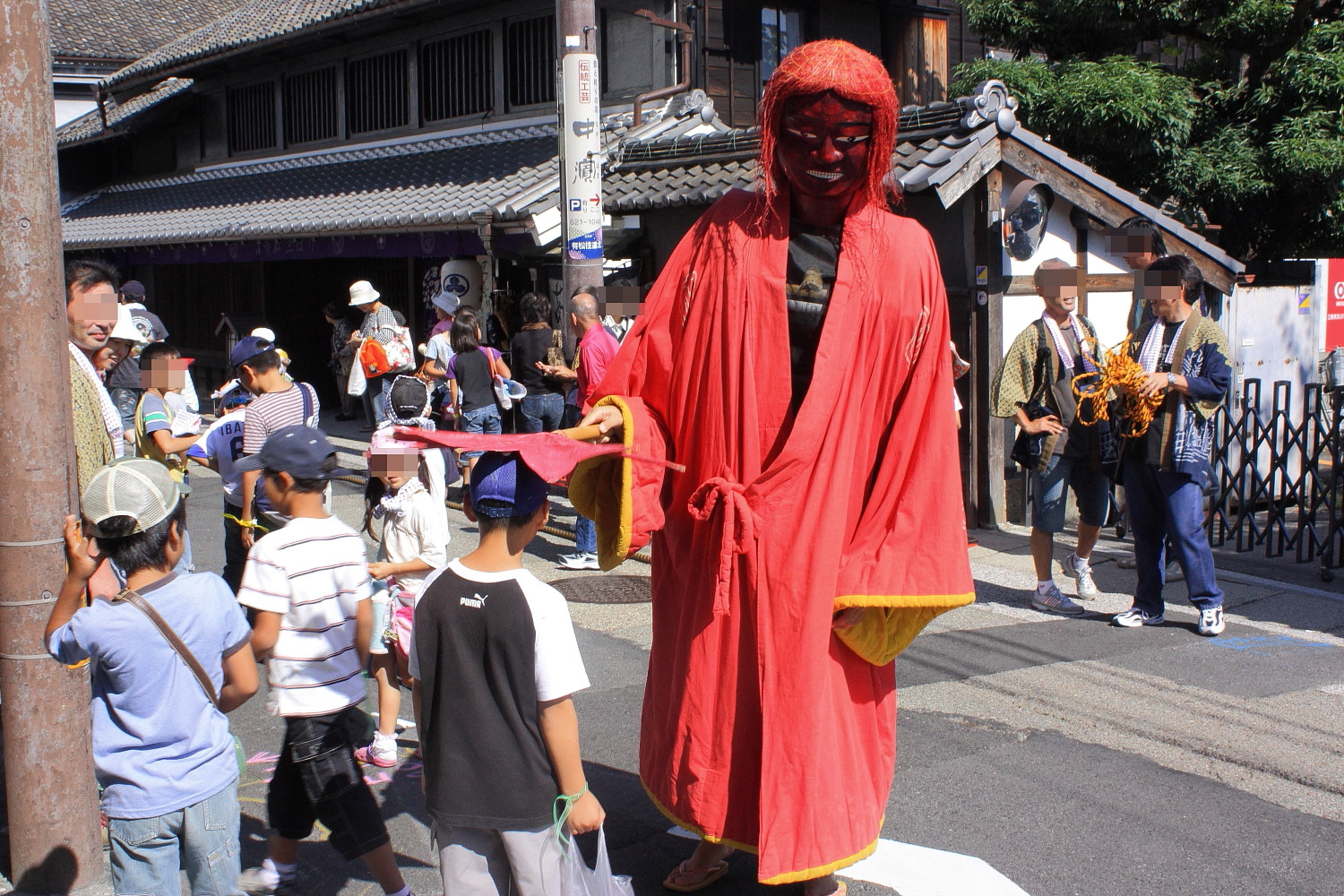
Photo du Shōjō lors d’un festival à Nagoya en 2009

Si les légendes autour du shōjō n’ont plus vraiment cours au Japon, des festivités en l’honneur de cette figure folklorique ont encore cours aujourd’hui.
Dans la région centrée autour de l'ancienne station de Narumi sur la route Tōkaidō, ainsi que dans les villes environnantes de la région centrée autour de l'arrondissement de Midori à Nagoya, une personne se déguise en shōjō géant, allant jusqu’à plus de deux mètres de haut. Elle est faite d'un masque rouge pour le visage et d'un cadre en bambou pour le haut du corps, recouvert de vêtements.
Lors du festival, il poursuit les enfants, à la manière de l’oni dans d’autres festivals folklorique, et essaye de les frapper ou de leur caresser la tête avec sa grosse main.

### Apparitions dans la culture populaire
- Dans l'épisode Le Shojo (Party On, Garth) (épisode 18, saison 7) de la série Supernatural, Sam et Dean Winchester font face à un shōjō. L'esprit est invisible et seules les personnes ivres peuvent voir la créature.
- Dans le film d’animation Princesse mononoké, les créatures simiesque protectrices de la forêt, désignées sous le nom d’orang-outan en Français, sont en fait désignées sous le nom de shōjō dans la version originale du film.
- Dans la série de mangas One Piece, un personnage secondaire apparaissant sur l’arc Jaya, ayant l’apparence d’un orang-outan aux long cheveux blonds, désigné sous le nom de Roi de la fouille sous-marine, porte le nom de Shōjō.
- Dans la franchise cross-média pokémon, les pokémon Flotoutan et Gouroutan empruntent certains traits du Shōjō.
- Dans le manga Jojo’s Bizarre adventure : stardust crusaders, Forever, un orang-outan apparaissant en tant qu’antagoniste mineur, est le capitaine d’un navire fantôme qui était en fait son stand, la projection de son esprit sur la réalité.